# Michigan Central Station
Cet article concerne l'ancienne gare de Détroit aujourd’hui désaffectée. Pour la gare actuellement en service, voir Gare de Detroit.
Michigan Central Station (aussi connu sous le nom de Michigan Central Depot ou MCS), construite en 1913 pour le chemin de fer du Michigan Central Railroad, était la gare voyageur de Détroit dans le Michigan aux États-Unis, de son ouverture en 1913, à la suite de l'incendie de la précédente gare du même nom, jusqu'à ce que le dernier train Amtrak la desservant quitte ses quais le 6 janvier 1988.
Le bâtiment, situé dans le quartier de Corktown, près du Tiger Stadium et du pont Ambassadeur, à environ 3 km au sud-ouest du centre-ville, est toujours debout aujourd'hui, bien qu'il reste inoccupé. Il a été ajouté au Registre national des lieux historiques en 1975. Plusieurs projets de restauration ont été proposés, voire négociés, mais aucun n'a porté ses fruits. La restauration de la gare ainsi que celle (achevée celle-ci) de la tour du Westin Book Cadillac Hotel sont considérées comme des projets importants pour le développement économique de Détroit. Restaurée par l'entreprise Ford, la gare  rouvre en 2024, avec un espace accessible au public.

## Histoire
Le bâtiment n'est pas encore achevé quand il devient la principale gare de voyageurs de Détroit, à la suite de l'incendie de l'ancienne Michigan Central Station, le 26 décembre 1913. La construction avait déjà commencé, en tant que partie d'un projet plus important, pour le trafic de marchandises et de passagers, comprenant le Michigan Central Railway Tunnel sous la rivière Détroit. Il était prévu que l'ancienne gare soit remplacée par la nouvelle pour mettre le service voyageurs sur la ligne principale ; l'ancienne gare était sur un embranchement secondaire, ce qui était peu pratique pour les passagers.
Comme en témoigne la conception du bâtiment, la part croissante de l'automobile dans les déplacements n'était pas encore un sujet d'importance en 1913. La plupart des voyageurs rejoignaient ou quittaient la gare par des tramways urbains ou interurbains, et non à pied vu l'éloignement du centre-ville. La raison du choix de cet emplacement excentré était l'espoir que la gare permettrait de développer le quartier. Cela s'annonçait bien puisque Henry Ford acheta du terrain près de la gare durant les années 1920. Mais la Grande Dépression de 1929 et d'autres circonstances, entravèrent les efforts de développement. Le manque de parcs de stationnement pour les automobiles allait aussi se révéler problématique. Ainsi, lorsque les tramways interurbains furent arrêtés moins de 20 ans après l'ouverture de la gare, suivis par les tramways urbains en 1938, la Michigan Central Station était dans les faits isolée d'une large majorité de la population. Toutefois, même s'il y avait moins de moyens d'accéder à la gare, le nombre de passagers n'a pas immédiatement baissé. Durant la Seconde Guerre mondiale, la station  a vu un important trafic militaire ; mais une fois le conflit terminé, le nombre de voyageurs a commencé à décliner. Le service est alors réduit, et le trafic passager devient tellement faible que les propriétaires de la gare essayent de la vendre en 1956 pour cinq millions de dollars, soit le tiers du coût originel du bâtiment en 1913. Une nouvelle tentative de vente a lieu en 1963, mais il n'y a toujours pas d'acheteur. En 1967, les coûts d'entretien sont considérés comme trop élevés, vu la diminution du nombre de passagers. Le restaurant, la galerie marchande et l'entrée principale sont fermés, ainsi que la majeure partie de la principale salle d'attente. Ne sont laissés que deux guichets pour servir les passagers et visiteurs, qui doivent prendre la même entrée de parking que les employés du chemin de fer travaillant dans le bâtiment.
La situation semble devenir meilleure pour la gare quand la compagnie ferroviaire publique Amtrak prend en charge le service passager au niveau national en 1971. La grande salle d'attente et l'entrée principale sont rouvertes en 1975, et un projet de rénovation au coût d'1,25 million de dollars est commencé en 1978. Seulement 6 ans après, le bâtiment est vendu pour un projet de centre de transport qui n'a jamais abouti. Puis, le 6 janvier 1988, le dernier train Amtrak quitte la gare, à la suite de la décision de sa fermeture.
Les propriétaires ont changé plusieurs fois depuis la vente de 1984, la gare s'échangeant même une fois contre moins de 80 000 dollars. Elle appartient aujourd'hui à la Controlled Terminals Inc. Une autre compagnie de transport, the Detroit International Bridge Co. possède le pont Ambassadeur tout proche. Les deux compagnies appartiennent au même homme d'affaires, Manuel Moroun.

## Architecture

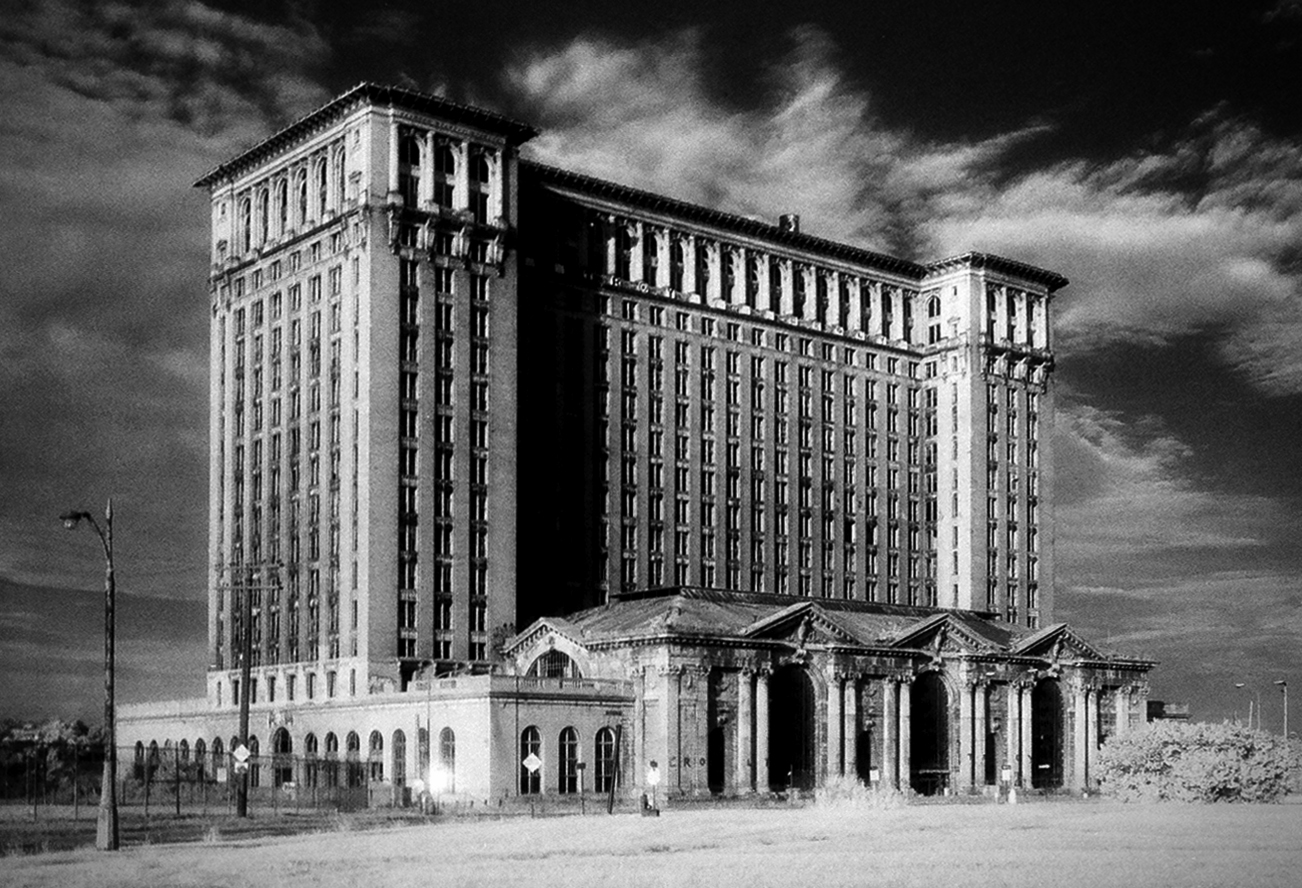
La station en 2007 en infra rouge.

Ouvert en 1913, le bâtiment, de style Beaux-Arts, est dessiné par les cabinets d'architecture Warren & Wetmore et Reed & Stern ; ces deux cabinets ont aussi dessiné la gare du Grand Central Terminal à New York. Michigan Central Station, bâtiment de 46 000 m2, coûta 15 millions de dollars à sa construction.
Le bâtiment a deux parties distinctes : la gare elle-même, et une tour de 18 étages, dont le toit atteint la hauteur de 70 m. La tour a été utilisée comme bureaux par la compagnie du Michigan Central Railroad, et les autres propriétaires successifs. Les intérieurs d'au moins le dernier n'ont jamais été finis, et cet étage n'a jamais servi.
La principale salle d'attente est inspirée de thermes romains, avec des murs de marbre. Le bâtiment abrite aussi une grande entrée ornée de colonnes doriques, avec des guichets et une galerie marchande. Derrière la galerie se trouve le hall, avec des murs de briques et une grande lucarne en cuivre. De là, les passagers devaient descendre une rampe vers les quais des trains au départ, 11 voies en tout. En contrebas des voies et du bâtiment se trouve un grand espace pour les bagages, le courrier et d'autres fonctions du bâtiment.
Le bâtiment a depuis été dépouillé de la plupart de ses objets de valeur, y compris d'installations en laiton. Il a aussi été particulièrement victime de vandalisme.

## Projets de rénovation

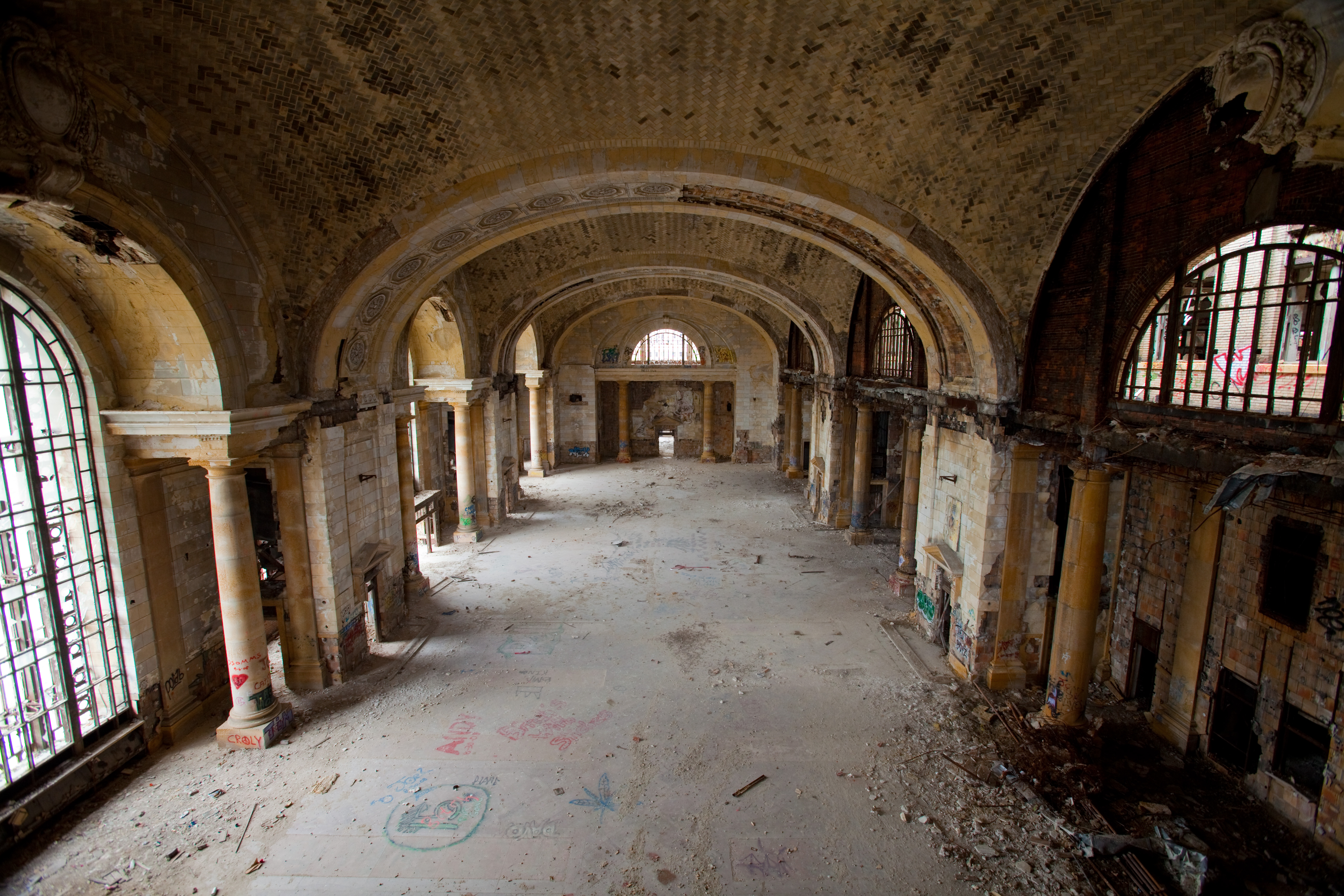
L'intérieur de la gare en 2009.

### Premiers projets de rénovation (2008-2018)
Les propriétaires du bâtiment ont déclaré en 2008 leur intention de rénover l'édifice aujourd'hui délabré. Ils ne voient pas le financement de l'opération comme un problème, mais préfèrent trouver le bon usage de l'édifice, vu le coût de la rénovation estimé à 80 millions de dollars. La gare a attiré plusieurs tournages de films. Les différents projets de réhabilitation proposaient plusieurs destinations possibles :
- Un centre d'affaires. Une proposition suggérait de faire de la gare un centre international d'affaires et douanier, vu la proximité du pont Ambassadeur[3].

- Un palais des congrès et un casino. Le propriétaire du pont Ambassadeur, Manuel Moroun[1], a proposé que la gare soit restaurée pour être au cœur d'un nouveau centre des congrès qui pourrait être associé à un casino. Le coût de ce projet s'élèverait à 1,2 milliard de dollars, dont 300 millions pour rénover la gare. Dan Stamper, président du Detroit International Bridge, a remarqué que la gare pourrait devenir un des casinos de la ville[2].

- Le siège de la police de Détroit. En 2004, le maire de Détroit Kwame Kilpatrick a annoncé que la ville pensait à l'option d'y reloger le siège de sa police. Toutefois, mi-2005, la ville annule le projet et choisit de rénover le siège existant[3].

Le budget de la rénovation a été estimé entre 80 et 300 millions de dollars.

### Projet de démolition
Le 7 avril 2009, le Conseil municipal de Détroit a voté une résolution portant sur la démolition de la gare.
Le 14 avril suivant, un habitant de la ville, Stanley Christmas, a poursuivi la municipalité pour mettre fin à ce projet de démolition, citant le National Historic Preservation Act of 1966.

### Rachat par Ford, rénovation et réouverture (2018-2023)
Le 11 juin 2018, il est confirmé que Ford est le nouveau propriétaire du bâtiment. Peu de temps après, le constructeur automobile a annoncé une rénovation du bâtiment pour un coût de 350 millions de dollars. Ces plans ont ensuite été élargis et concerne désormais les terrains entourant l'ancienne gare dans l'objectif de concevoir un «quartier d'innovation en matière de mobilité» où Ford effectuera des recherches sur les véhicules de nouvelle génération et les technologies de transport.
Ford a également déclaré vouloir garder le rez-de-chaussée du Michigan Central Station ouvert au public. Les premiers rendus montrent des magasins occupant l'arrière-salle du bâtiment. Le bâtiment rénové devait ouvrir à la fin de 2023.  La cérémonie de réouverture a lieu le 6 juin 2024.

## Dans la culture populaire
- En octobre 2006, la gare a été filmée pour le film Transformers de Michael Bay.
- En janvier 2005, la gare a servi de décor extérieur pour le film The Island de Michael Bay.
- En 2004, le film Quatre frères s'ouvre sur le personnage principal conduisant sa voiture le long de la gare.
- En septembre 2002, d'importants gros plans et travellings figurent dans le film Naqoyqatsi.
- En juillet 2009, une partie du clip du rappeur américain originaire de Détroit, Eminem, pour sa chanson Beautiful, y est tourné.